# ارتش آزاد سوریه
ارتش آزاد سوریه (FSA) (عربی: الجيش السوري الحر) یک ائتلاف مقاومت بزرگ غیرمتمرکز، متشکل از شبه‌نظامیان، در جنگ داخلی سوریه است که در ۲۹ ژوئیه ۲۰۱۱ توسط سرهنگ ریاض الاسعد و شش افسر جدا شده از نیروهای مسلح سوریه بنیان گذاشته شد. این افسران اعلام کردند که اولویت فوری ارتش آزاد سوریه، حفاظت از جان معترضان و غیرنظامیان، در برابر سرکوب مرگبار دستگاه امنیتی بشار اسد، با هدف نهایی دستیابی به اهداف انقلاب سوریه، یعنی پایان دادن به حکمرانی چندین دهه خانواده اسد است. ارتش آزاد سوریه در اواخر سال ۲۰۱۱ اصلی‌ترین گروه جداشده از ارتش سوریه بود که در ابتدا یک سازمان نظامی رسمی در زمان تأسیس بود اما ساختار فرماندهی اولیه آن تا سال ۲۰۱۶ از بین رفت و از آن زمان، عنوان ارتش آزاد سوریه، توسط گروه‌های مختلف اپوزیسیون سوریه مورد استفاده قرار گرفت.
ارتش آزاد سوریه قصد دارد که «شاخه نظامی مخالفان مردم سوریه با رژیم» از طریق عملیات مسلحانه و تشویق فراریان ارتش باشد. در سال ۲۰۱۲، فرماندهان نظامی و رهبری غیرنظامی ارتش آزاد سوریه بیانیه مشترکی صادر کردند که در آن متعهد شدند که پس از کنار زدن اسد از قدرت سوریه را به سمت یک جمهوری دموکراتیک کثرت‌گرا هدایت کنند. ارتش سوریه بسیار سازماندهی شده و مسلح است و از این رو استراتژی نظامی از تاکتیک‌های چریکی را در روستاها و شهرها با تمرکز تاکتیکی بر اقدامات مسلحانه در پایتخت سوریه دمشق اتخاذ کرد. هدف از این کارزار حفظ قلمرو نبود، بلکه به منظور گسترش نیروهای دولتی و زنجیره‌های لجستیکی آنها در نبردها برای مراکز شهری، ایجاد فرسایش در نیروهای امنیتی، از بین رفتن روحیه و بی‌ثباتی دولت بود.
ارتش آزاد خود را شاخه مسلح انقلاب سوریه می‌دانست و توانست خشم مردم را نسبت به بشار اسد به یک شورش موفق بسیج کند. با به راه انداختن جنگ چریکی در سراسر کشور، این ارتش، از یک رشته موفقیت در برابر نیروهای دولتی بسیار مجهزتر برخوردار شد. سیاست اسد، در نادیده گرفتن خواسته‌های معترضان، در کنار خشونت‌های فزاینده رژیم بر غیرنظامیان و معترضان، منجر به یک جنگ داخلی تا سال ۲۰۱۲ شد. ارتش آزاد، در ابتدا، استراتژی حذف سریع رهبری ارشد رژیم را دنبال کرد که منجر به ترور موفق وزیر اطلاعات عصف شوکت و وزیر دفاع داود راجیها در ژوئیه ۲۰۱۲، شد. در اوایل سال ۲۰۱۲، سپاه پاسداران انقلاب اسلامی، با اعزام ده‌ها هزار شبه‌نظامی خمینی‌گرا، هماهنگی کارزاری نظامی را برای جلوگیری از فروپاشی ارتش سوریه با قطبی کردن درگیری، در امتداد اختلافات فرقه‌ای آغاز کرد. پس از سال ۲۰۱۳، ارتش آزاد، تحت‌تأثیر کاهش نظم و انضباط، فقدان یک رهبری سیاسی متمرکز، عدم حمایت قابل توجه غرب، بدتر شدن عرضه تسلیحات و کاهش بودجه قرار گرفت. درحالی‌که شبه‌نظامیان اسلام‌گرا در رقابت داخلی بین معارضان سوری، جناح مسلط شدند. مداخله نظامی روسیه در سال ۲۰۱۵، بقای اسد را تضمین و گسترش ارتش آزاد را متوقف کرد. مجموعه‌ای ضدحمله با حمایت روسیه و ایران که توسط رژیم اسد، در سال ۲۰۱۶ راه‌اندازی شد، دستاوردهای ارضی قابل توجهی ارتش آزاد را از بین برد و ساختار فرماندهی آن را به شدت تضعیف کرد.
پس از مداخله ترکیه در جنگ داخلی سوریه در سال ۲۰۱۶ و زمانی‌که سایر کشورها شروع به کاهش مشارکت خود کردند، بسیاری از شبه‌نظامیان ارتش آزاد، بیشتر به ترکیه وابسته شدند که به بست و منبع تدارکات تبدیل شد. از اواخر اوت ۲۰۱۶، دولت ترکیه، ائتلاف جدیدی از گروه‌های شورشیان سوری، از جمله بسیاری از گروه‌های ارتش آزاد را تشکیل داد. هسته اصلی این ائتلاف جدید، اتاق عملیات حوار کلس بود. این نیرو که در ابتدا به عنوان ارتش آزاد سوریه تحت حمایت ترکیه (TFSA) نامیده می‌شد، در سال ۲۰۱۷، نام ارتش ملی سوریه (SNA) را برگزید. اکثریت شبه‌نظامیان ارتش آزاد، تحت فرمان دولت موقت سوریه هستند. درحالی‌که بقیه یا با دولت نجات سوریه و اداره خودمختار شمال و شرق سوریه متحد شده‌اند، یا در منطقه عدم منازعه التنف هستند.

## استراتژی
نیروهای ارتش آزاد سوریه بیشتر از روش‌های کلاسیک جنگ چریکی مانند کمین و بمب‌گذاری استفاده می‌کنند. آن‌ها از تمرکز قوای خود در یک منطقه خودداری کرده و سعی می‌کنند در نقاط مختلف پراکنده شوند. پس از اینکه تعدادی از مناطق تحت کنترل نیروهای ارتش آزاد به دلیل فقدان مهمات و سلاح‌های سنگین به تصرف ارتش سوریه درآمد، آن‌ها توجه خود را بیشتر به مناطق روستایی و مناطق کم‌جمعیت‌تر معطوف کرده‌اند که هم می‌توانند روی حمایت مردم محلی از خود حساب کنند و هم نیروهای ارتش سوریه را مجبور کنند تا در نقاط مختلف پراکنده شده و نیروی کمتری برای ادامه جنگ در مناطق پرجمعیت شهری داشته باشد که در آن‌ها اعتراضات در حال جریان است. آن‌ها همچنین گاهی اقدام به بستن جاده‌های منتهی به شهرها و شهرک‌ها می‌کنند و هدف آن‌ها این است که سربازان دیگر ارتش را به جدایی ترغیب کرده و روحیه آن‌ها را کم رنگ کنند.

## شکل‌گیری
شکل‌گیری این ارتش به روز ۲۹ ژوئیه ۲۰۱۱ بر می‌گردد؛ هنگامی که ویدئویی از جداشدگان از ارتش با لباس نظامی بر روی تارنماهای اینترنتی قرار گرفت که در آن این نظامیان از دیگر افسران و درجه‌داران و سربازان می‌خواهند تا ترک خدمت کنند و به ارتش آزاد سوریه بپیوندند. رهبر این گروه نظامی سرهنگ ریاض الاسعد است. او در بیانیه تشکیل این گروه اعلام کرد که ارتش آزاد در کنار مردم برای نابودی نظام حاکم تلاش خواهد کرد و همه نیروهای امنیتی که مردم را نشانه بروند از آن پس اهداف حمله ارتش آزاد خواهند بود.
پیش از آغاز به کار ارتش آزاد، حرکت دیگری به نام «افسران آزاد سوریه» توسط سرهنگ حسین هرموش از نخستین افسران بلندپایه جداشده از ارتش شکل گرفته بود. ناظران گروه افسران آزاد را هسته و پایه آغازین شکل‌گیری ارتش آزاد می‌دانند. حسین هرموش پس از دستگیری توسط مأموران امنیتی سوریه در ماه ژانویه ۲۰۱۲ اعدام شد.

## فرماندهی

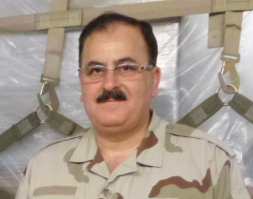
سرتیپ سلیم ادریس

در تاریخ ۸ دسامبر ۲۰۱۲ میلادی، سرتیپ سلیم ادریس از سوی گروه‌های سیاسی مخالف حکومت بشار اسد به سمت فرماندهی ستاد مشترک ارتش آزاد سوریه انتخاب شد. تا قبل از انتخاب سرتیپ سلیم ادریس به فرماندهی نیروهای ارتش آزاد، سرهنگ ریاض الاسعد فرماندهی این نیروها را برعهده داشت.

## عملیات‌ها
در پی افزایش تعداد نظامیان ترک خدمت کرده در ماه‌های دسامبر ۲۰۱۱ و ژانویه ۲۰۱۲، ارتش آزاد اعلام کرد: کنترل بعضی مناطق اطراف دمشق از جمله شهرهای الزبدانی، دوما و حومه‌های دمشق را در دست دارد. در پی آن شهر زبدانی در جنوب غربی سوریه از سوی گروه ارتش آزاد «نخستین شهر آزاد» نام گرفت. در روز ۳۰ ژانویه ۲۰۱۲ و در پی حمله نیروهای ارتش سوریه به بعضی از این مناطق، بخش‌هایی از این مناطق به کنترل ارتش سوریه درآمد.

## رابطه ارتش آزاد سوریه با ایران
سخنگویان ارتش آزاد چندین بار مسئولان جمهوری اسلامی را به کمک نظامی به حکومت بشار اسد متهم کردند. در ۲۷ ژانویه سال ۲۰۱۲، «گردان فاروق» از این گروه ادعا کرد: تعداد ۷ تن از نیروهای سپاه پاسداران ایران را در هنگام عملیاتشان در سوریه دستگیر کرده است. در ویدئویی که از این گروگان گرفته شدگان بر روی اینترنت قرار گرفت، آنها می‌گویند که زیر حمایت و پشتیبانی نیروهای امنیتی و اطلاعاتی سوریه به سرکوب و شلیک به مردم عادی می‌پرداختند. تصاویر این افراد نشان می‌داد: این‌ها کسانی بودند که به گفته ایران کارکنان شرکت مپنا بودند که به منظور احداث و توسعه نیروگاه سیکل ترکیبی جندر مشغول فعالیت بوده و نزدیک به یک ماه پیش از آنجا ربوده شده بودند. در این ویدئو برای اثبات مدعای ارتش آزاد به کارت پایان خدمت سربازی، گروگان‌ها اشاره می‌شود و گفته می‌شود این کارت‌ها به معنای نظامی بودن این افراد است. سپس، ربایندگان شرط آزادی گروگان‌ها را آزادی سرهنگ حسین هرموش، از نخستین نظامیان جدا شده از ارتش دولت سوریه از سوی حکومت بشار اسد عنوان کردند. دو روز پس از طرح این شرط، عناصر امنیتی نیروی هوایی سوریه حسین هرموش را اعدام کردند.
در تاریخ ۷ فوریه ۲۰۱۲ میلادی (۱۸ بهمن ۱۳۹۰) ارتش آزاد سوریه با صدور بیانیه‌ای اعلام کرد: یازده نفر از شهروندان ایرانی با میانجی‌گری مقامات ترکیه آزاد شده‌اند. این بیانیه افزوده است: «مردم سوریه با ملت ایران دشمنی ندارند و تنها با همکاری حکومت جمهوری اسلامی ایران با رژیم حاکم بر سوریه مخالفند».

## کمک بین‌المللی
در نوامبر ۲۰۱۱ شورای ملی انتقالی لیبی اعلام کرد: با شورای ملی سوریه در حال گفتگو برای فرستادن کمک مالی یا نیرو به سوریه است و اینکه انتظار دارد دخالت خارجی تنها چند هفته پس از آن آغاز شود. به گفته افراد نزدیک به شورای ملی سوریه، شورای انتقالی لیبی پیشنهاد کمک مالی، نظامی و نیز امکان آموزش به نیروهای مخالف را به شورای ملی سوریه داده است.

## نظر مردم سوریه
در ژوئیه ۲۰۱۵، یک نظرسنجی به سفارش بی‌بی‌سی در سوریه توسط مؤسسه بین‌المللی ORB انجام شد. در این نظرسنجی ۱۳۶۵ نفر شرکت کردند که ۶۷۴ نفر در منطقه تحت کنترل دولت سوریه، ۴۳۰ نفر در منطقه تحت کنترل شورشیان، ۱۷۰ نفر در منطقه تحت کنترل داعش و ۹۰ نفر در منطقه تحت کنترل کردها بودند. با این حال، دربارهٔ نتایج این نظرسنجی باید با احتیاط عمل کرد؛ زیرا ترس از مجازات ممکن است بر پاسخ‌های پاسخ‌دهندگان تأثیر گذاشته باشد.
پرسش: نظر شما دربارهٔ تأثیر ارتش آزاد سوریه در جنگ چیست؟
در مناطق تحت کنترل بشار اسد: ۸ درصد «کاملاً مثبت»، ۷ درصد «تا حدی مثبت»، ۲۷ درصد «تا حدی منفی»، ۵۷ درصد «کاملاً منفی»، ۱ درصد «نمی‌دانم».
در منطقه تحت کنترل مخالفان: ۲۷ درصد «کاملاً مثبت»، ۳۰ درصد «تا حدی مثبت»، ۱۵ درصد «تا حدی منفی»، ۲۶ درصد «کاملاً منفی»، ۲ درصد «نمی‌دانم».
در مناطق تحت کنترل داعش: ۲۲ درصد «کاملاً مثبت»، ۲۳ درصد «تا حدی مثبت»، ۱۵ درصد «تا حدی منفی»، ۳۶ درصد «کاملاً منفی»، ۴ درصد «نمی‌دانم».
کل سوریه: ۱۸ درصد «کاملاً مثبت»، ۱۸ درصد «تا حدی مثبت»، ۲۰ درصد «تا حدی منفی»، ۴۳ درصد «کاملاً منفی»، ۱ درصد «نمی‌دانم».